# Gabriele Ricciardelli
Gabriele Ricciardelli  est un peintre italien de la période baroque de l'école napolitaine qui fut actif à Naples et Dublin, de 1741 à 1782.

## Biographie
Né à une date inconnue à Naples, Gabrielle Ricciardelli s'illustre dès 1741 à la cour de Charles de Bourbon. Il travaille du côté de Portici et produit des dessus de portes peints (sopraporte) destinés au Palais royal de Naples. Il se spécialise surtout en scènes marines et en paysages (vedute).
Il a été influencé par les peintres Nicolò Bonito et Jan Frans van Bloemen dit Orizzonte.
Entre 1753 et 1759, il est en Irlande : il produit plusieurs paysages, dont des vues de Drogheda et de bâtiments à Dublin. Son commanditaire est Ralph Howard, 2e vicomte de Wicklow.
De retour à Naples, il conserve une clientèle britannique. Il produit quatre vues de Naples gravées en double-feuille par Antoine Cardon en 1765 qui connaissent un certain succès.
Ricciardelli semble s'être rendu à Londres vers 1777.
Les chroniques rapportent son activité de peintre une dernière fois en 1782 à Naples.

## Œuvres

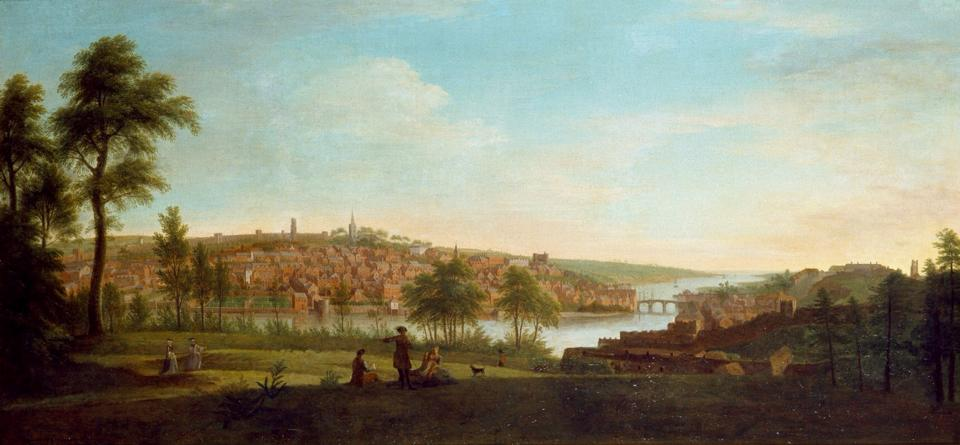
Vue de Drogheda depuis Ballsgrove, huile sur toile, vers 1750-1755.

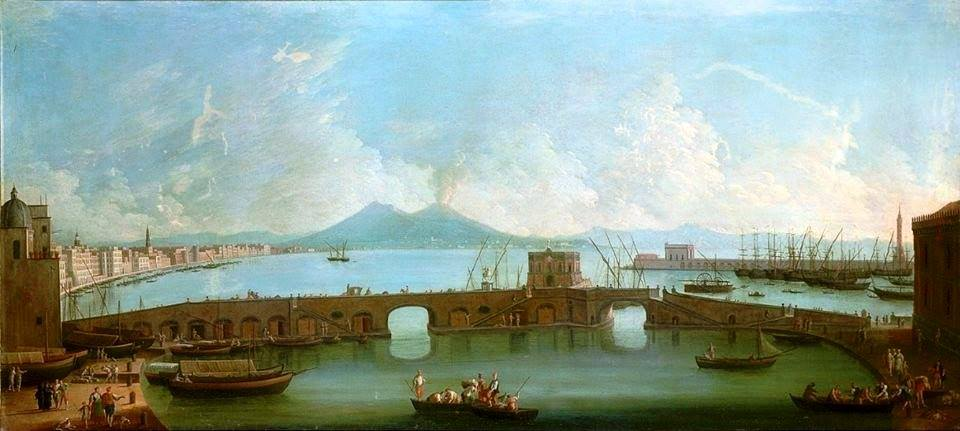
Porticciolo del Mandracchio, huile sur toile, sans doute la vue originale traduite ci-dessous.

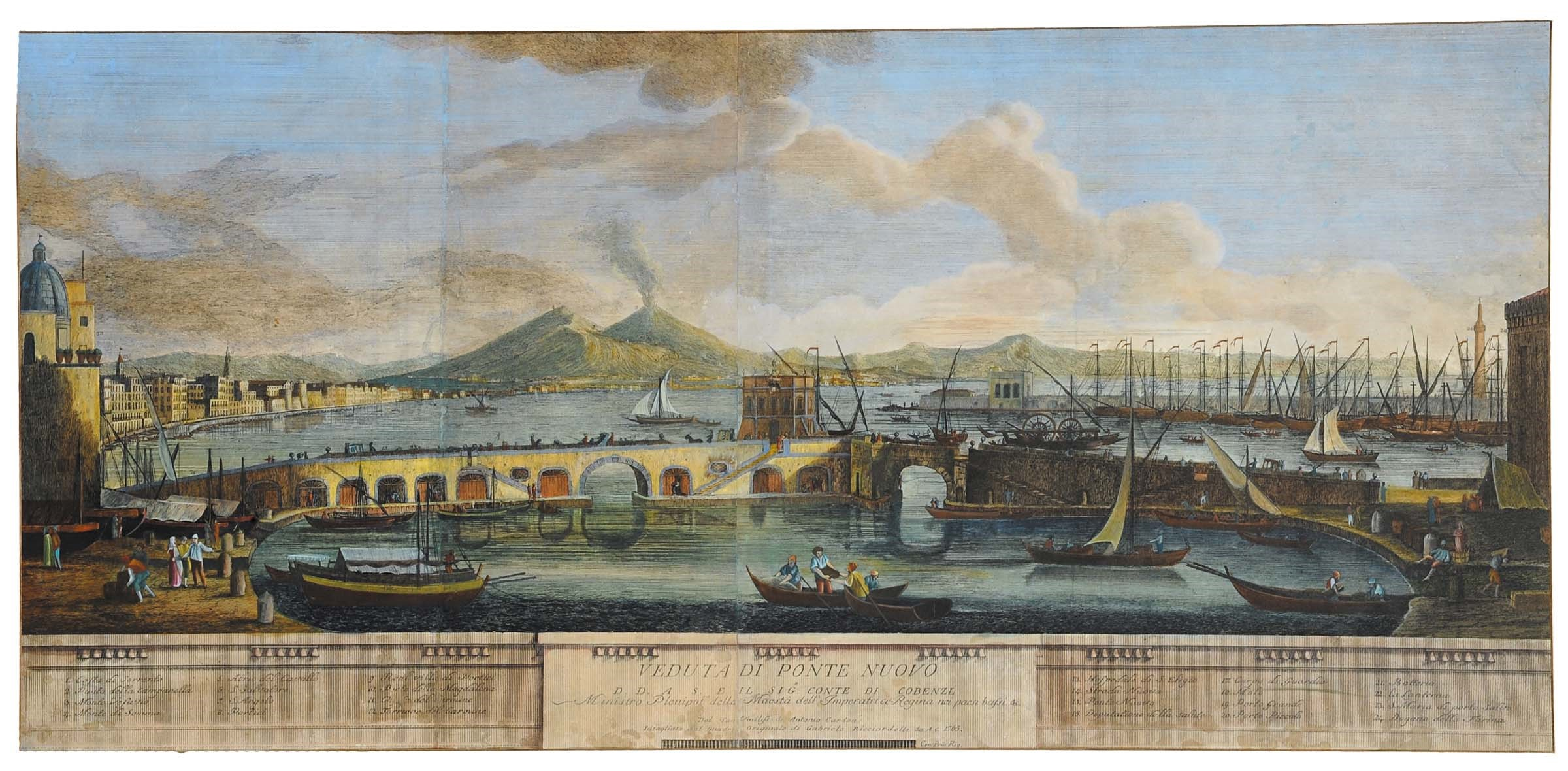
Veduta di Ponte Nuovo (1765), gravée par Antoine Cardon.

- Phare du port de Naples avec personnages et le Vésuve en arrière-plan,
- Ponte Nuovo (1760-1765), Naples.
- Vue du Castel dell'Ovo depuis la baie de Trentaremi, Naples.
- Vue du port de Londres et la cathédrale Saint-Paul en arrière-plan.
- Vue de Naples depuis la mer et Vue de Naples depuis l'Est.